# Dénes Gabler
Dénes Gabler (* 29. Dezember 1939 in Budapest) ist ein ungarischer Provinzialrömischer Archäologe.

## Leben
Dénes Gabler besuchte von 1954 bis 1958 das Sándor-Petőfi-Gymnasium in Budapest und studierte anschließend von 1958 bis 1963 an der Eötvös-Loránd-Universität Archäologie und Latein. Während seiner von 1963 bis 1968 dauernden Tätigkeit als Mitarbeiter am Xantus János Múzeum in Győr wurde er 1964 wurde er zum Universitätsdoktor promoviert (egyetemi doktor; Dr. univ.). Seit 1968 ist er am Archäologischen Institut der Ungarischen Akademie der Wissenschaften in Budapest angestellt. Im Jahr 1986 wurde er zum Kandidat der Geschichtswissenschaften im Fachbereich Archäologie promoviert und erhielt den akademischen Grad Candidatus scientiarum (C.Sc.). 2005 folgte mit einer weiteren Promotion der akademische Doktorgrad Magyar Tudományos Akadémia doktora (MTA doktora; D.Sc.). Von 1992 bis 2011 lehrte er zusätzlich am Archäologischen Institut der Eötvös-Loránd-Universität. Mit Gründung des Geisteswissenschaftlichen Forschungszentrums (Bölcsészettudományi kutatóközpont; MTA BTK) an der Ungarischen Akademie der Wissenschaften im Jahr 2012 kamen auch Gabler und das Archäologische Institut unter dieses neue Dach.
Seine Hauptforschungsgebiete sind die römische Keramik (Terra Sigillata), die römische Siedlungsgeschichte im Pannonien der frühen Kaiserzeit sowie die provinzialrömische Plastik in Ungarn. Ein wesentlicher Bestandteil seiner Grabungstätigkeit befasste sich mit dem westungarischen Abschnitt des Limes Pannonicus. Von 1966 bis 1970 sowie in den Jahren 1969 und 1974 führte er Grabungen am Binnenkastell Quadrata bei Lébény-Barátföldpuszta durch. In den Jahren 1966 bis 1967 und erneut von 1970 bis 1972 leitete er Ausgrabungen am Kastell Ad Statuas (Ács-Vaspuszta) und arbeitete von 1968 bis 1969 im Vicus des Kastells Arrabona (Győr). Weitere Forschungen in den Kastellvici und den dazugehörigen Gräberfeldern entlang des pannonischen Donaulimes ergänzten diese Tätigkeiten. Von 1964 bis 1970 sowie von 1974 bis 1975 deckte er einen großen spätrömischen Friedhof bei Mosonszentmiklós-Jánosházapuszta auf. In den Jahren 1965 bis 1966 erforschte Gabler eine frühkaiserzeitliche Villa rustica am Kalvarienberg von Fertőrákos und 1969 eine spätrömische Villa in Szakony-Békástó. Von 1983 bis 1999 folgte die frühkaiserzeitliche Villa von San Potito bei Ovindoli (Abruzzen).
Gabler ist Chefredakteur der Acta Archaeologica Academiae Scientiarum Hungaricae und Mitglied mehrerer archäologischer Gesellschaften. Dazu gehört die Régészeti Tudományos Bizottság (Archäologische wissenschaftliche Vereinigung, stimmberechtigtes Mitglied), die Magyar Régészeti és Művészettörténeti Társulat (Ungarische Gesellschaft für Archäologie und Kunstgeschichte), die Magyar Ókortudományi Társaság (Ungarische Gesellschaft für Altertumskunde), das Deutsche Archäologische Institut und das Österreichische Archäologische Institut. Daneben gehört er der Rei Cretariae Romanae Fautores an, einer internationalen Vereinigung, die sich die Erforschung der römischen Keramik zur Aufgabe gemacht hat.

## Auszeichnungen
- Bálint-Kuzsinszky-Medaille (1982)
- Österreichisches Ehrenkreuz für Wissenschaft und Kunst, I. Klasse (1994)
- Flóris-Rómer-Medaille (2000)
- Italia nostra (2004)
- György-Ránki-Preis (2002)
- István-Schönvisner-Preis (2010)

## Schriften (Auswahl)
- Italische Sigillaten in Nordwestpannonien (= Wissenschaftliche Arbeiten aus dem Burgenland. Band 51). Burgenländisches Landesmuseum, Eisenstadt 1973.
- mit Erzsébet Patek und István Vörös: Studies in the Iron Age of Hungary (= BAR International Series. Band 144). British Archaeological Reports, Oxford 1982, ISBN 0-86054-175-4.
- mit Andrea H. Vaday: Terra sigillata im Barbaricum zwischen Pannonien und Dazien. Akadémiai Kiadó, Budapest 1986, ISBN 963-05-3879-2 (Digitalisat).
- als Herausgeber: The Roman Fort at Ács-Vaspuszta (Hungary) on the Danubian limes (= BAR International Series. Band 531). 2 Teilbände, British Archaeological Reports, Oxford 1989, ISBN 0-86054-675-6.
- Italische Sigillaten aus den Canabae Legionis in Carnuntum. In: Carnuntum Jahrbuch. 1990 (1991), S. 229–252.
- Steinmetzkunst von Arrabona. In: 2. Internationales Kolloquium über Probleme des Provinzialrömischen Kunstschaffens. Veszprém 1991 (1992), S. 205–224.
- mit Hans-Jörg Kellner: Die Bildstempel von Westerndorf II – Helenius und Onniorix. In: Bayerische Vorgeschichtsblätter. 58, 1993, S. 185–270.
- mit Zoltán Farkas: Die Skulpturen des Stadtgebietes von Scarbantia und der Limesstrecke Ad Flexum-Arrabona (= Corpus Signorum Imperii Romani, Ungarn. 2). Akadémiai Kiadó, Budapest 1994.
- Eine kaiserliche Villa in Mittelitalien bei San Potito di Ovindoli. In: Eckart Olshausen, Holger Sonnabend (Hrsg.): Stuttgarter Kolloquium zur Historischen Geographie des Altertums. 5, 1993. Gebirgsland als Lebensraum Amsterdam, 1996, S. 245–262.
- Die römische Strassenstation von Sárvár und ihre Vorgängerbauten aus dem 1. Jahrhundert n. Chr. In: Carnuntum Jahrbuch. 1997 (1998), S. 23–82.
- Italische Sigillaten mit Töpferstempel in Pannonia. In: Alba Regia. 29, 2000 (2001), S. 75–98.
- Terra Sigillata, a rómaiak luxuskerámiája (= Museion sorozat. Band 6). Enciclopedia, Budapest 2006, ISBN 963-9655-02-3.
- mit Orsolya Csirke und Sylvia K. Palágyi: Terra sigillata edények a Veszprémi Laczkó Dezső Múzeum gyűjteményéből. Terra sigillata-Gefässe des Museums "Laczkó Dezső" von Veszprém. Veszprém Megyei Múzeumi Igazgatóság, Veszprém 2006 (Digitalisat).
- mit Stefan Groh: Terra Sigillata aus den Zivilstädten von Carnuntum und Aquincum. Eine Analyse des Sigillata-Importes der Provinzhauptstädte von Pannonia Superior et Inferior (= Archäologische Forschungen in Niederösterreich. Neue Folge, Band 4). Edition Donau-Universität, Krems 2017, ISBN 978-3-903150-07-2.